# Juan Redondo
Juan Luis Fernández Redondo (ur. 16 stycznia 1977 w Sewilli) – hiszpański piłkarz, obrońca, zawodnik Xerez CD.
Z reprezentacją Hiszpanii do lat 20 wystąpił na Mistrzostwach Świata w 1997 roku.